# سیبی (میوه)

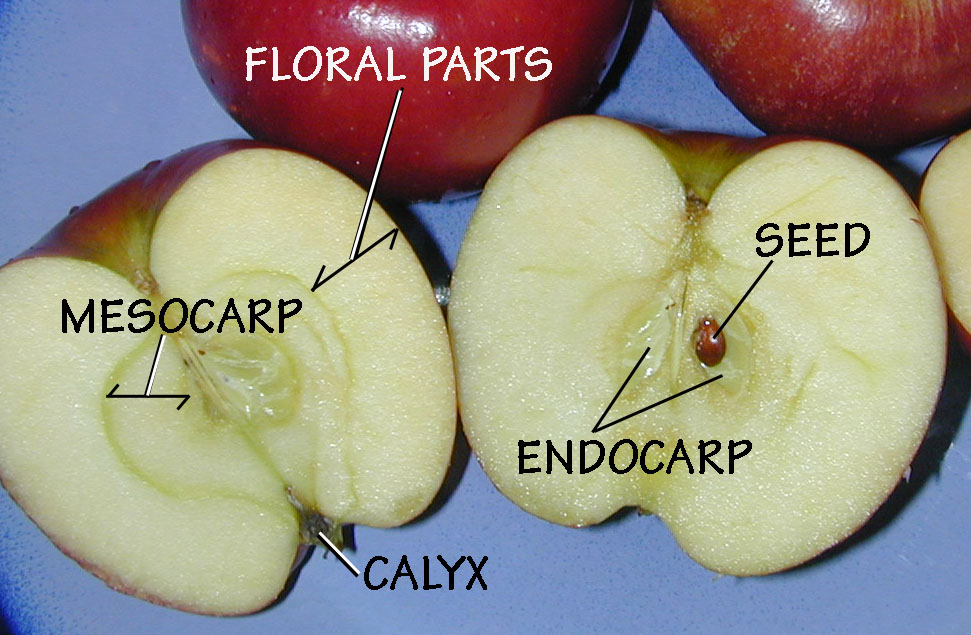
سیب از میوه‌های سیبی است. بخشهای میوه نامگذاری شده‌اند.

در گیاه‌شناسی سیبی به نوعی میوه از زیرتیره مالینه و تیره گلسرخیان گفته می‌شود که توسط گیاهان گلدار تولید می‌شود.

## ریخت‌شناسی
سیبی میوهٔ کاذبی است که تشکیل شده است از یک یا تعداد بیشتری مجموعهٔ مادگی که توسط بافتی فرعی احاطه شده است. بافت فرعی را عده‌ای از متخصصان گسترش نهنج تعبیر می‌کنند و بنابراین به آن با عنوان «قشر میوه»اشاره می‌کنند اما عده‌ای دیگر آن را گل‌بنه مرکب می‌نامند؛ و آن قابل خوردنی‌ترین بخش این میوه است.
نهنج‌های یک سیبی با «هسته» ترکیب می‌شوند. گرچه قشر خارجی، قشر میانی و
قشر درونی دیگر انواع میوه خیلی شبیه پوست، گوشت و هسته یک سیبی هستند ولی آنها بخشی از نهنج هستند. (به شکل اول نگاه کنید) ممکن است قشر خارجی و میانی یک سیبی گوشتی بوده و تشخیص آنها از یکدیگر و از بافت گل‌بنه دشوار باشد. قشر درونی در اطراف دانه پوسته‌ای سفت و سخت ایجاد می‌کند که معمولاً هسته نامیده می‌شود. میوه‌های نوع سیبی که قشر درونی سفتی دارند ممکن است شفت نامیده شوند.

## مثال

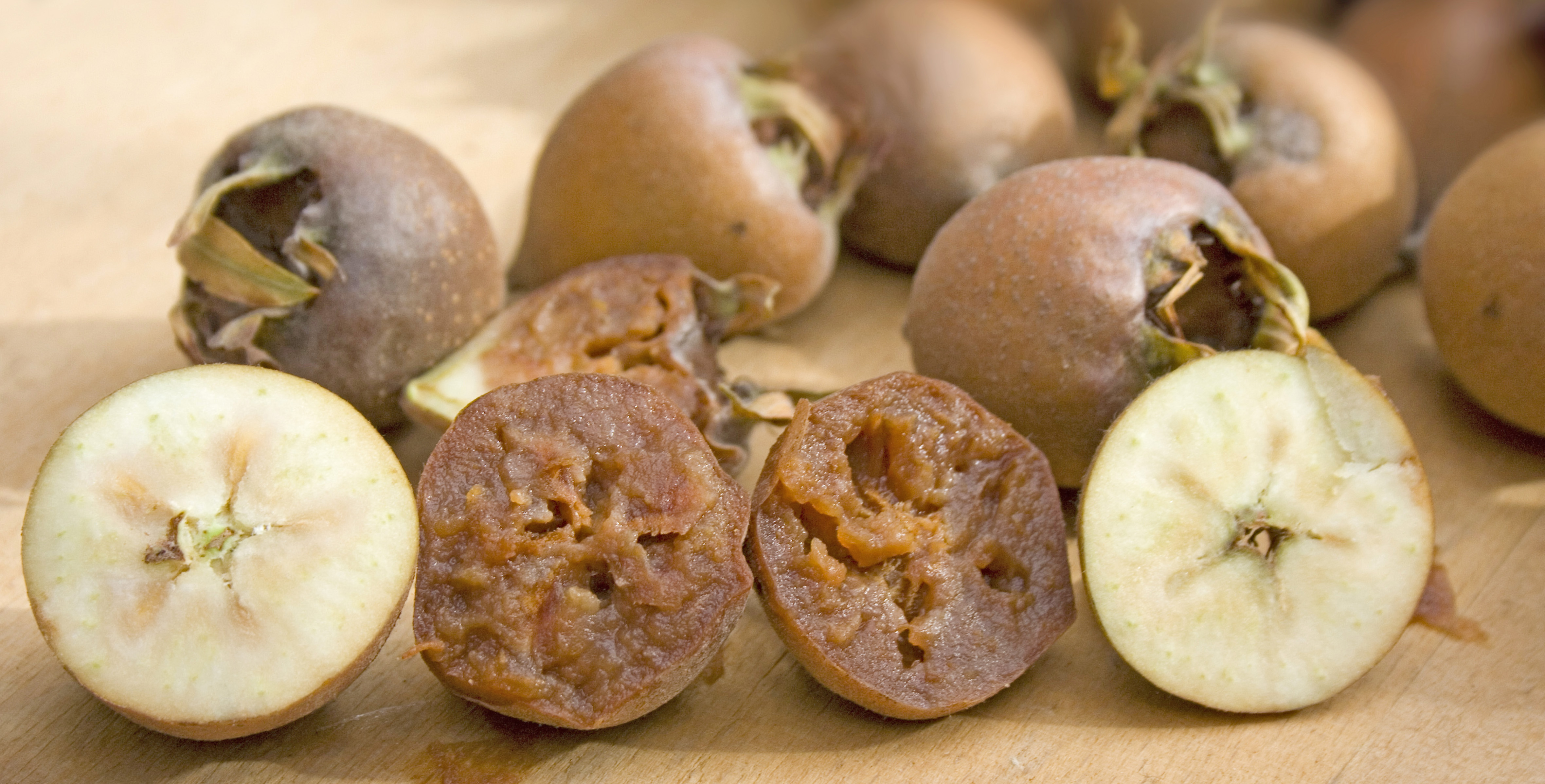
ازگیل

شناخته‌شده‌ترین میوه سیبی همان سیب است. دیگر میوه‌هایی که جزو میوه‌های سیبی طبقه‌بندی می‌شوند عبارتند از:شیرخشت ،ازگیل ژاپنی، ازگیل، گلابی، شیرخشتی، به، سماق کوهی